# كوكي أوتشياما
كوكي أوتشياما (内山昂輝 أوتشياما كوكي) هو ممثل ياباني ولد في 16 أغسطس 1990 في محافظة سايتاما.

## أدواره في الأنمي

### مسلسلات أنمي تلفزيونية
- horimiya- ازومي ميامورا
- بلولوك - ايتوشي رين
- سول إيتر - سول إيتر
- شيكي - ناتسونو يوكي
- إنفينيت ستراتوس - إيتشيكا أوريمورا
- فايري تايل - ميدنايت، برين الثاني
- C - كيميمارو يوغا
- غيلتي كراون - داريل يان
- تسوريتاما - ناتسوكي أوسامي
- عاصفة زيتسوين - يوشينو تاكيغاوا
- RDG ريد ديتا جيرل - ميوكي ساغارا
- نيسيكوي - راكو إيتشيجو
- نيسيكوي: - راكو إيتشيجو
- موشيشي: التتمة - تاتسو (اليد التي تدلك الليل)
- بينغ بونغ - ماكوتو تسوكيموتو/سمايل
- باراكامون - هيروشي كيدو
- هايكيو!! - كي تسوكيشيما
- هايكيو!! الموسم الثاني - كي تسوكيشيما
- هايكيو!! ثانوية كاراسونو في مواجهة أكاديمية شيراتوريزاوا - كي تسوكيشيما
- هايكيو!! TO THE TOP - كي تسوكيشيما
- كابتن إيرث - جين
- أص الديناري - تاكاهيرو أوماي
- بادي كومبليكس - ديو جونيو وينبرغ
- أماغي بريليانت بارك - سيا كانيي
- شو باي روك!! - آيون
- شو باي روك!!# - آيون
- ديث باريد - كلافيس
- تانكن دريلاند - بان
- تانكن دريلاند: كنز الألفية - بان
- أبطال الزهور الستة - غولدوف أوؤرا
- ون بنش مان - ميلزالغالد
- كونكريت ريفولوتيو: فنتازيا الخوارق THE LAST SONG - شين
- شارلوت - يو أوتوساكا
- أكاديميتي للأبطال - تومورا شيغاراكي
- أيام قوس قزح - تسويوشي ناوي
- هنتر x هنتر (2011) - ميرويم
- يوري أون آيس - يوري بليسيتسكي
- WWW.ووركينغ!! - ماساهيرو أداتشي
- نوبوناغا كونشرتو - أودا نوبويوكي
- باتيري - تاكومي هارادا
- عروس الساحر - روث
- فيت/أبوكريفا - شيرو كوتوميني
- ضوضاء مجهولة - مومو
- فيوليت إيفرغاردن - بينيديكت بلو
- يوغي ZEXAL - كايت تينجو
- سارازانماي - توي كوجي
- ريفيجنز - دايسكي دوجيما
- دايف!! - ريجي ماروياما
- الرياح تهب بقوة - تاكاشي سوغياما (شيندو)
- سيف قاتل الشياطين - روي
- شينيا! تينساي باكابون - هاجيمي الراشد
- ذا وورلد إندز ويث يو: ذي أنيميشن - نيكو ساكورابا
- وداعاً عزيزي كريمر - تيتسوجي يامادا
- إس إس إس إس.داينازينون - شيزومو
- جوجوتسو كايسن - توغي إينوماكي
- ذا غود أوف هاي سكول - إيلبيو بارك
- تاكت أوب دستني - تاكت أساهينا

### أنمي الإنترنت
- ديفل مان: الطفل الباكي - أكيرا فودو

### أوفا أنمي
- البدلة المتنقلة جاندام يونيكورن - باناجر لينكس
- روهان كيشيبي لا يتحرك - يوما هاشيموتو

### أفلام أنمي
- في غابة اليراعات المضيئة - غين
- نداء القلب - تاكومي ساكاغامي
- هاي سبيد! فري! ستارتنغ ديز - إيكويا كيريشيما
- فري! تايمليس ميدلي - إيكويا كيريشيما
- فري! تيك يور ماركز - إيكويا كيريشيما
- البدلة المتنقلة جاندام ناريتيف - باناجر لينكس
- فيوليت إيفرغاردن: الأبدية و دمية الذاكرة الآلية - بينيديكت بلو

## أدواره في ألعاب الفيديو
- سلسلة كينغدوم هارتس
  - كينغدوم هارتس II - روكساس
  - كينغدوم هارتس 358/2 دايز - روكساس
  - كينغدوم هارتس بيرث باي سليب - فينتوس، روكساس
  - كينغدوم هارتس 3D: دريم دروب ديستانس - روكساس، فينتوس، نيكو
- ذا وورلد إندز ويث يو - نيكو ساكورابا
- جوجوز بيزار أدفنتشر: أول ستار باتل - إيكورو هاشيزاوا/باو
- دانبورو سنكي وورز - كاغيتورا إينوي
- هايكيو!! رابط! طلة القمة!! - كي تسوكيشيما
- هايكيو!! كروس تيم ماتش! - كي تسوكيشيما
- أكاديميتي للأبطال: باتل فور أول - تومورا شيغاراكي
- ماي هيرو ونز جاستيس - تومورا شيغاراكي
- ماي هيرو ونز جاستيس 2 - تومورا شيغاراكي
- سلسلة ألعاب إس دي جاندام جي جينيريشن
  - إس دي جاندام جي جينيريشن أوفر وورلد - باناجر لينكس
- ذا ليجند أوف هيروز: تريلز أوف كولد ستيل - رين شوارتزر
- ذا ليجند أوف هيروز: تريلز أوف كولد ستيل II - رين شوارتزر
- ذا ليجند أوف هيروز: تريلز أوف كولد ستيل III - رين شوارتزر
- ذا ليجند أوف هيروز: تريلز أوف كولد ستيل IV - رين شوارتزر

## أدواره في الدبلجة اليابانية
- جاك: التنين الخارق - جاك
- المدمر: الخلاص - كايل ريس
- ليموني سنيكتس: سلسلة من الأحداث المأساوية - كلاوس بوديلير
- قراصنة الكاريبي: لعنة اللؤلؤة السوداء - ويل ترنر (أيام الطفولة)
- لعبة إندر - بونزو مدريد
- لينكون - روبرت لينكون
- الفسحة - طارق (الصوت الثاني)
- الفتاة الطويلة - ستيغ موهلين

## وصلات خارجية
- كوكي أوتشياما على موقع IMDb (الإنجليزية)
- كوكي أوتشياما على موقع ميوزك برينز (الإنجليزية)
- كوكي أوتشياما على موقع ديسكوغز (الإنجليزية)
- كوكي أوتشياما على موقع قاعدة بيانات الفيلم (الإنجليزية)
- كوكي أوتشياما على موقع ANN person (الإنجليزية)

- صفحة IMDb